# Thico (slavenleider)
Thico (Aruba, geb.datum onbekend - Willemstad, overl.datum onbekend) was een zwarte landsslaaf en leider van Arubaans verzet tegen de Nederlandse slavernij in 1795.

## Slavernij op Aruba

### Afrikaans
Zwarte slavernij kwam al in het begin van de achttiende eeuw voor op de Nederlandse kolonie Aruba. In de archieven van de West Indische Compagnie (WIC) is een overlijdensbericht van een slaaf uit 1703 bewaard gebleven. Rond 1662 startte de WIC maïsplantages op Curaçao en Bonaire om voldoende voedsel in voorraad te hebben voor de militairen en slaven. Later gebeurde dit ook op Aruba. In 1716 werden twintig slaven naar Aruba gezonden om er op een plantage katoen en maïs te verbouwen. Dit was echter geen succes. Ook een experiment in 1725 met goudmijnbouw mislukte, waarna de twintig personen werden teruggevoerd naar Curaçao. 

### Inheems
In 1773 onteigende de WIC 600 schapen van de Caquetío vrouw Maria Tromp. Landbouw was de inheemsen weliswaar toegestaan, maar grootschalige veeteelt niet. De compagnie haalde daarop twee oudere compagnieslaven en twee kindslaven uit Bonaire om toezicht te gaan houden op het vee. 
Ook onder de inheemse bevolking was sprake van slavenbezit. In 1795 weigerde de bevolking van het dorp Noord het verrichten van slavenarbeid. De slaafgemaakten waren van mening dat Hendrikjansz., de kapitein der Indianen en opzichter namens het gouvernement, de arbeidsplicht misbruikte voor privédoeleinden. Het kwam tot een schietpartij. Uit de verslagen van de rebellie blijkt dat ook de leider van deze opstand, een mesties genaamd Andries Tromp, slaven bezat. 
In 1797 werd begonnen met de aanleg van Fort Zoutman een verdedigingswerk dat schepen van Curaçaose handelshuizen moest beschermen tegen aanvallen van kapers. Curaçaose gouvernementsslaven werden ingezet voor de bouw en Arubaanse inheemsen voor de aanvoer van de materialen (stenen en kalk). 

### Aantallen
Betrouwbare gegevens over het aantal privéslaven zijn niet beschikbaar, maar door de opbloei van de handel steeg met het aantal kolonisten ook het aantal onvrije Arubanen. In 1795 waren er op Aruba ongeveer 30 zwarte slaven. Zij waren merendeels eigendom van protestantse en joodse handelaren die zich vanuit Curaçao op Aruba hadden gevestigd. 
De oudste betrouwbare gegevens over slavenaantallen stammen uit 1806 toen er 194 slaafgemaakten op Aruba verbleven. Dit aantal steeg tot 491 in 1837. Er waren op dat moment 101 slaveneigenaren.

## Verzet op Aruba
Slavenverzet heeft ook op Aruba bestaan. In 1750 vermoordden drie opstandige slaven de zus van commandeur Nieuwkerk, haar kind en twee slavinnen. Na een zoekactie werden de voortvluchtigen zonder pardon ter dood gebracht. De oudst bekende ontsnapping van een particuliere slaaf was die van Thomas in 1765. Hij was eigendom van Aruba’s eerste kolonist, de kleermaker Mozes Maduro. 
In 1829 vermoordde ene slaaf Johannes zijn eigenaar Pieter Lampe op de oostpunt van het eiland, een plaats die sindsdien Vader Piet heet.

### Thico
Met name in het revolutionaire jaar 1795 roerde het verzet zich onder de slaafgemaakten, in het hele Caraïbisch gebied. Op het Franse deel van Hispaniola (het huidige Haïti) hadden slaafgemaakten de slavernij reeds omvergeworpen. Dit bracht ook de 'Hollandse slaven' in beweging. 
In juni 1795, nog vóór dat de Curaçaose opstand uitbrak (17 augustus), verzetten de mestiezen in Noord zich tegen het machtsmisbruik door hun kapitein. In de nasleep daarvan protesteerden in september ook Aruba’s zwarte slaafgemaakten tegen het voortduren van de slavernij. 
Op Aruba trad, mogelijk in navolging van de Curaçaose slavenleider Tula, de landsslaaf Thico op als vrijheidsstrijder. Hij was woordvoerder van de circa dertig zwarte slaafgemaakten. Commandeur Specht schreef over hem: 'hebbende eene Neeger Thico aan den Staat behorende en aldaar ten dienste van den Commandeur sig seer stoutmoedig en brutaal uytgelaaten, seggende niet meerder te willen dienen, maar vrij te sijn.' Thico werd direct in hechtenis genomen en naar Curaçao overgebracht. Daar bleek hij, na enige maanden opsluiting en het 'tonen van berouw', onverkoopbaar. Hij werd daarop in Fort Amsterdam te werk gesteld als sjouwerslaaf.

### Nasleep
Nadien leidde het verzet tegen de slavernij op Aruba niet tot moorden of opstanden. Wel steeg het aantal ontvluchtingen. Slaven namen de wijk naar de vaste wal van het continent. Nieuw-Granada (Colombia) was de meest geliefde uitwijkplaats. Venezuela had een uitleveringsverdrag met de Hollanders, wat leidde tot terugzending van voortvluchtigen. Na een geslaagde ontsnapping van drie slaven in 1817 volgde wetgeving die booteigenaren verbood hun boten ’s nachts in het water te laten. 
Het waren de Engelse abolitionisten die in 1808 de afschaffing van de trans-Atlantische slavenhandel bewerkstelligden. Ofschoon de slavenhandel binnen de Caribische eilanden gewoon werd voortgezet, was het een voorbode van verdere emancipatie. Op Aruba en Bonaire mochten officieel nog slechts slaven worden ingevoerd vanuit Curaçao. In 1818 werd ook deze handel verboden. De slavernij zelf in Nederlands West-Indië zou pas in 1863 worden afgeschaft.